# Constantin Reiner
Constantin Reiner (Oberndorf bei Salzburg, 11 luglio 1997) è un calciatore austriaco, difensore del Shanxi Lianhe.

## Caratteristiche tecniche
È un difensore centrale.

## Carriera
Cresciuto nel settore giovanile del Salisburgo, inizia la carriera con la maglia dell'Anif dove gioca fra terza e quarta divisione dal 2014 al 2018. Successivamente passa al Ried con cui ottiene la promozione in Bundesliga al termine della stagione 2019-2020.

## Statistiche

### Presenze e reti nei club
Statistiche aggiornate al 18 agosto 2021.
| Stagione        | Squadra         | Campionato      | Campionato | Campionato | Coppe nazionali | Coppe nazionali | Coppe nazionali | Coppe continentali | Coppe continentali | Coppe continentali | Altre coppe | Altre coppe | Altre coppe | Totale | Totale |
| Stagione        | Squadra         | Comp            | Pres       | Reti       | Comp            | Pres            | Reti            | Comp               | Pres               | Reti               | Comp        | Pres        | Reti        | Pres   | Reti   |
| --------------- | --------------- | --------------- | ---------- | ---------- | --------------- | --------------- | --------------- | ------------------ | ------------------ | ------------------ | ----------- | ----------- | ----------- | ------ | ------ |
| 2015-2016       | Anif            | RL              | 26         | 0          | CA              | 0               | 0               |                    | -                  | -                  |             | -           | -           | 26     | 0      |
| 2016-2017       | Anif            | RL              | 22         | 1          | CA              | 0               | 0               |                    | -                  | -                  |             | -           | -           | 22     | 1      |
| 2017-2018       | Anif            | RL              | 16         | 0          | CA              | 2               | 0               |                    | -                  | -                  |             | -           | -           | 18     | 0      |
| 2017-2018       | Ried            | 2L              | 2          | 0          | CA              | 0               | 0               |                    | -                  | -                  |             | -           | -           | 2      | 0      |
| 2018-2019       | Ried            | 2L              | 18         | 1          | CA              | 2               | 0               |                    | -                  | -                  |             | -           | -           | 20     | 1      |
| 2019-2020       | Ried            | 2L              | 21         | 0          | CA              | 2               | 0               |                    | -                  | -                  |             | -           | -           | 23     | 0      |
| 2020-2021       | Ried            | BL              | 23         | 2          | CA              | 2               | 0               |                    | -                  | -                  |             | -           | -           | 25     | 2      |
| 2021-2022       | Ried            | BL              | 4          | 1          | CA              | 1               | 1               |                    | -                  | -                  |             | -           | -           | 5      | 2      |
| Totale carriera | Totale carriera | Totale carriera | 132        | 5          |                 | 9               | 1               |                    | -                  | -                  |             | -           | -           | 141    | 6      |

## Palmarès

### Club

#### Competizioni nazionali
- 2. Liga: 1

Ried: 2019-2020